# Lago di Pfäffikon
Il lago di Pfäffikon (Pfäffikersee in tedesco) è un lago del Canton Zurigo, in Svizzera, situato vicino al comune di Pfäffikon dal quale prende il nome.
Si è formato durante l'ultima era glaciale, quando una morena ha bloccato la possibilità del lago di sfociare a nord in direzione di Winterthur.

## Galleria d'immagini

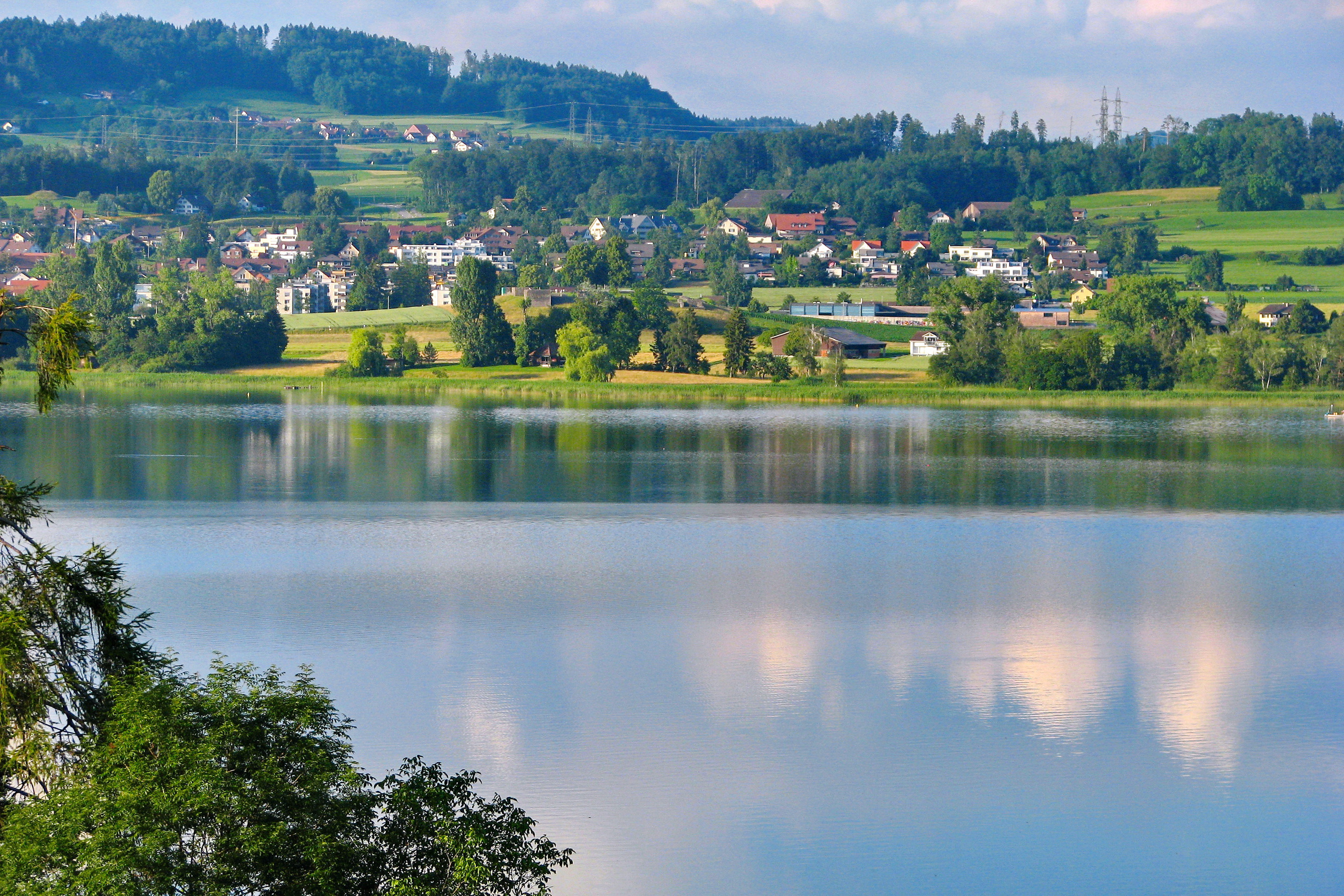
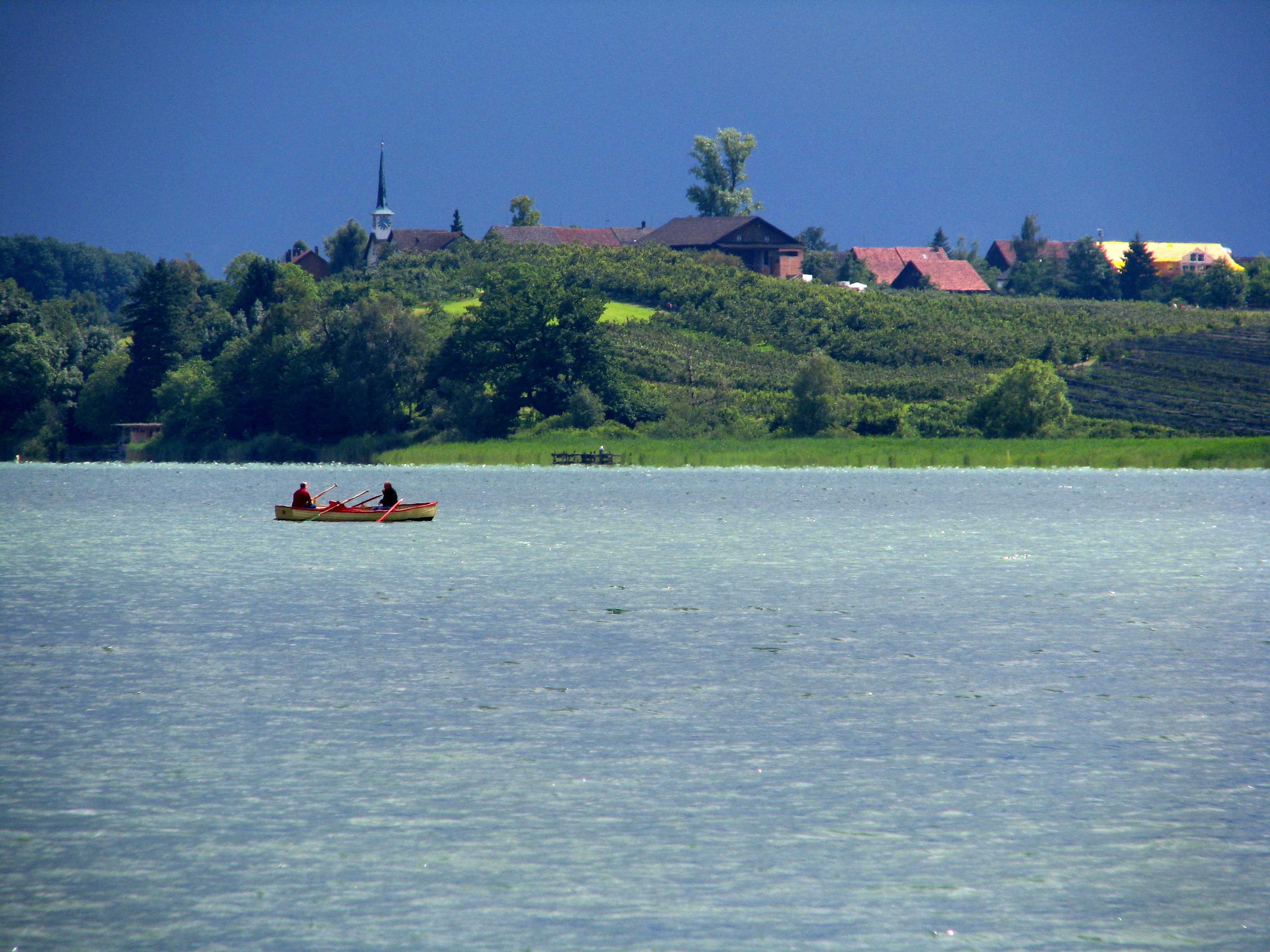
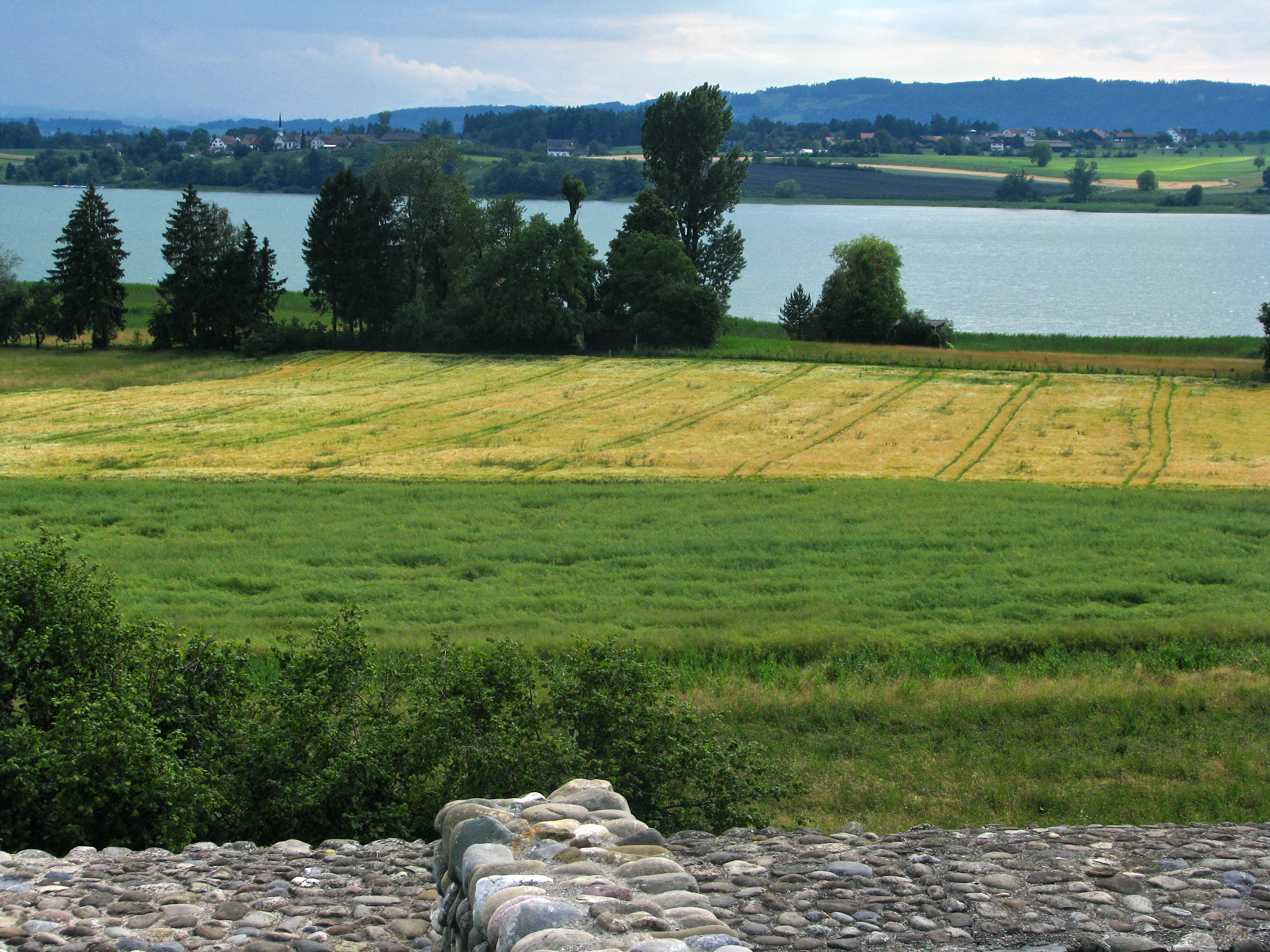
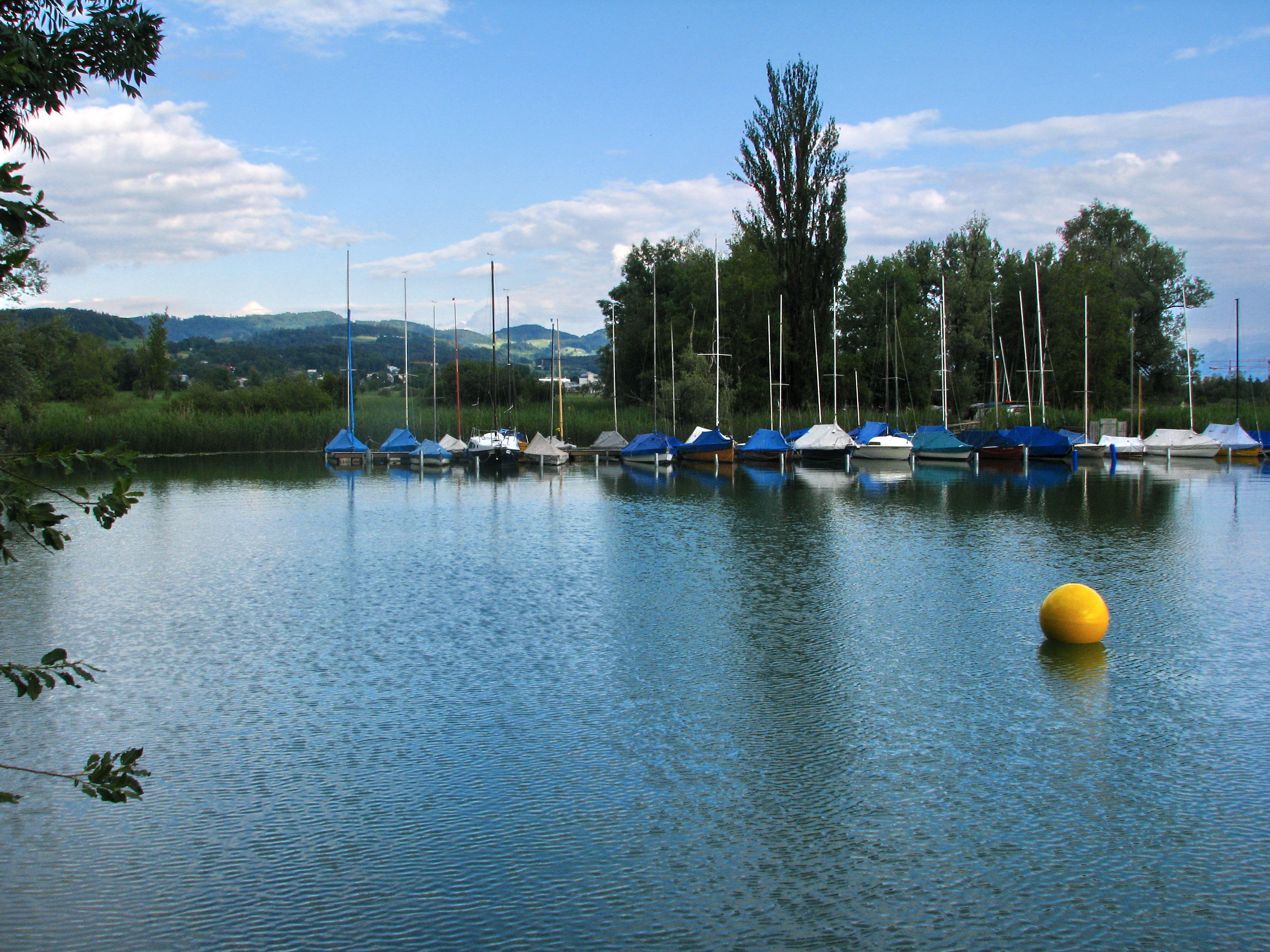
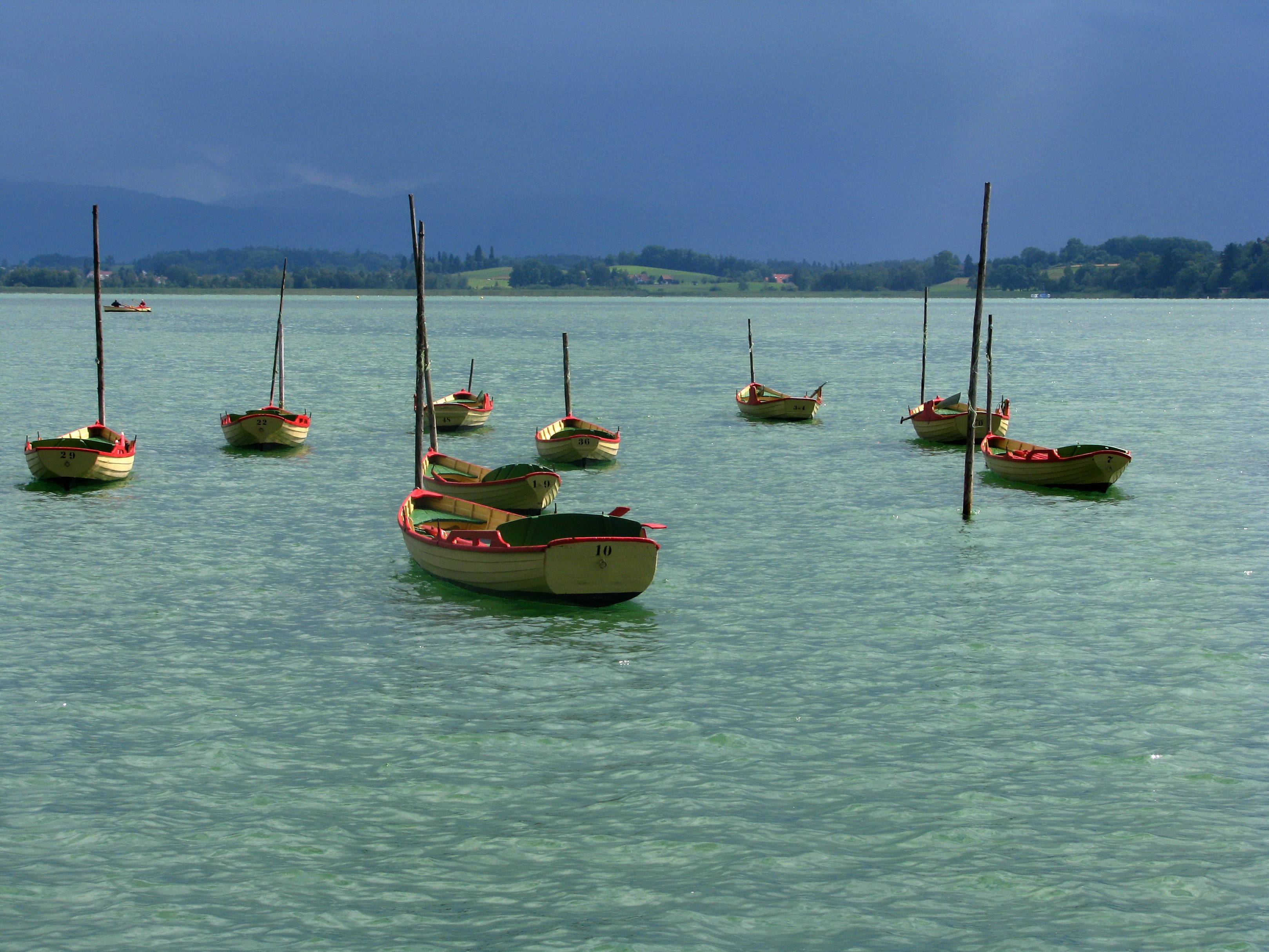
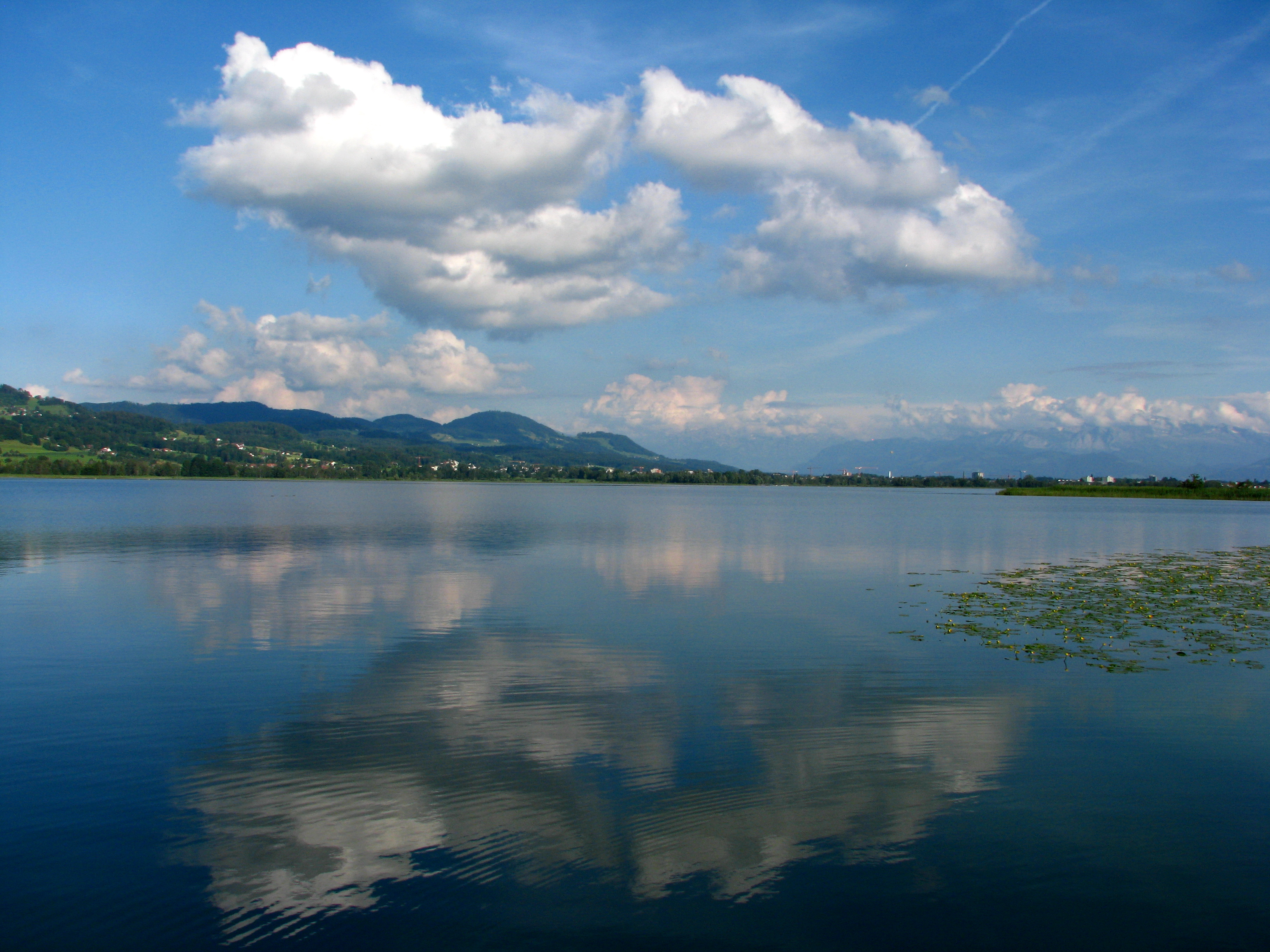